# Győrfi Lajos
Győrfi Lajos (Karcag, 1960. július 4. –) magyar szobrász. Testvére, Györfi Sándor szobrász.

## Életpályája
1981–1985 között a Magyar Képzőművészeti Főiskola hallgatója volt, ahol Borsos Miklós és Rátonyi József oktatta. 1985-től Püspökladányban él. 1987-től a tokaji művésztelepen dolgozott. 1988-tól a mátészalkai szobrásztelepen dolgozott. 1993-ban megalapította a püspökladányi Kőszobrász Telepet.

## Művei
- Ádám (Püspökladány, 1986)

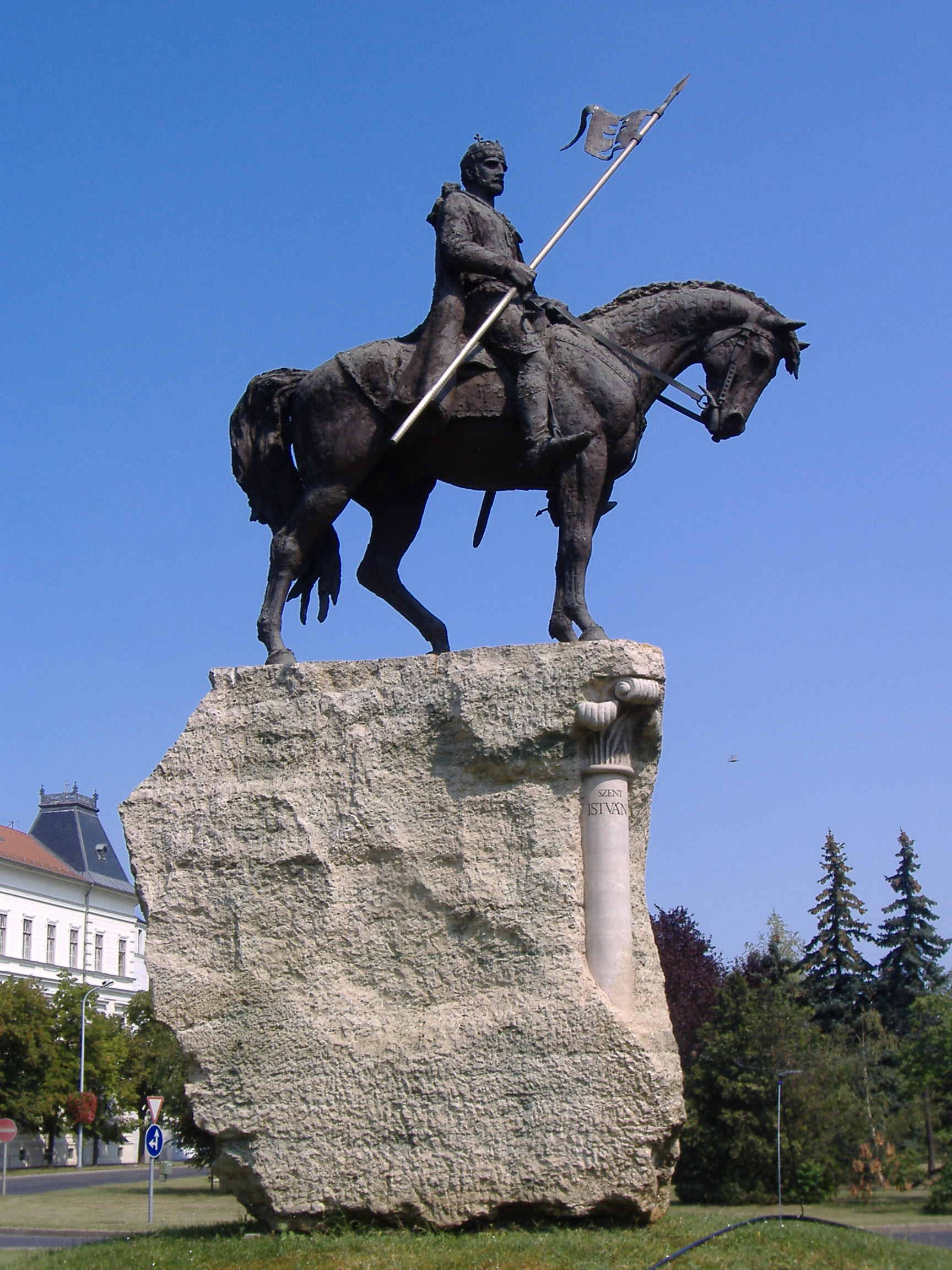
Szent István lovasszobor Makón

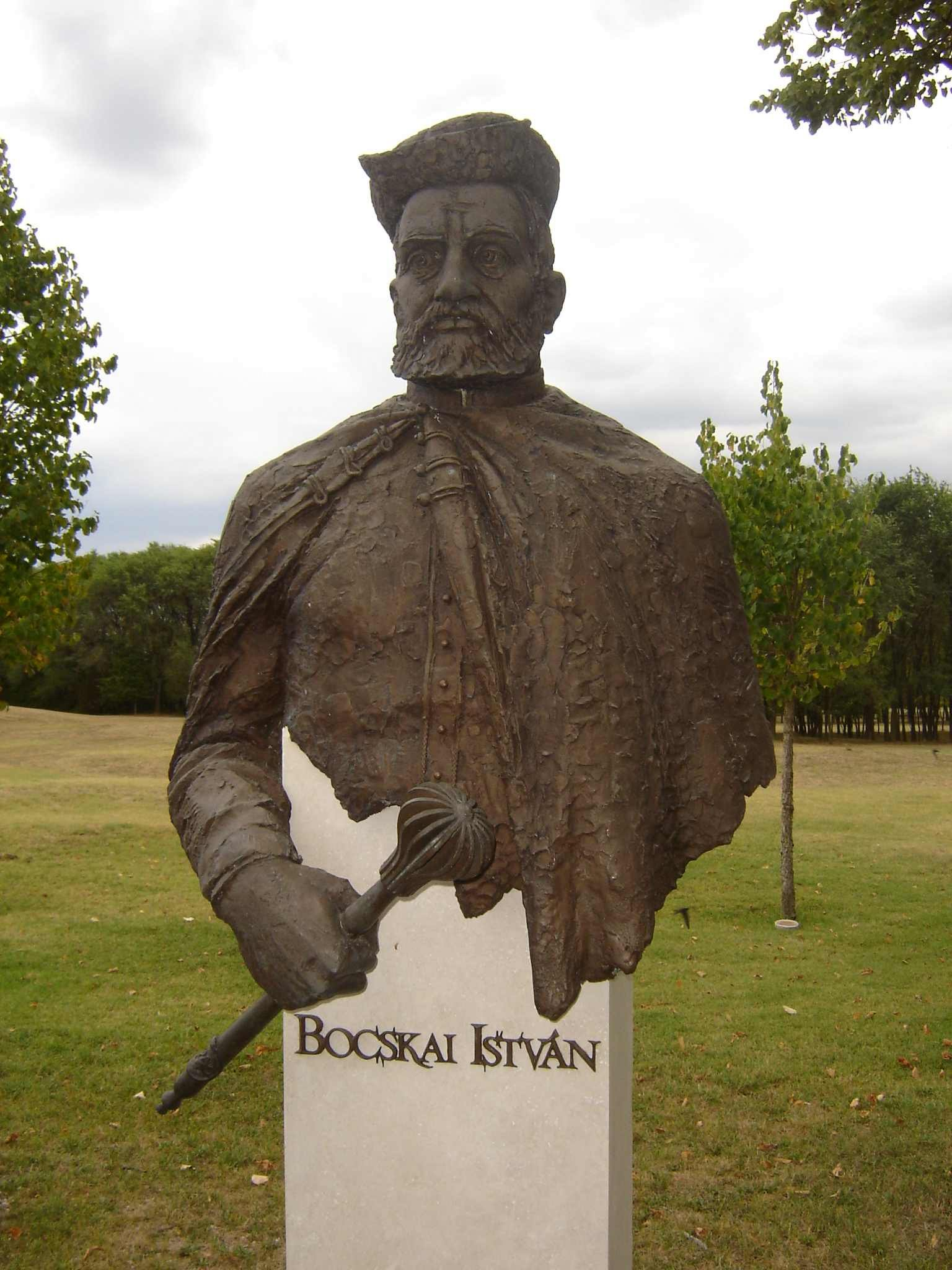
Bocskai István (1604-1606) fejedelem szobra

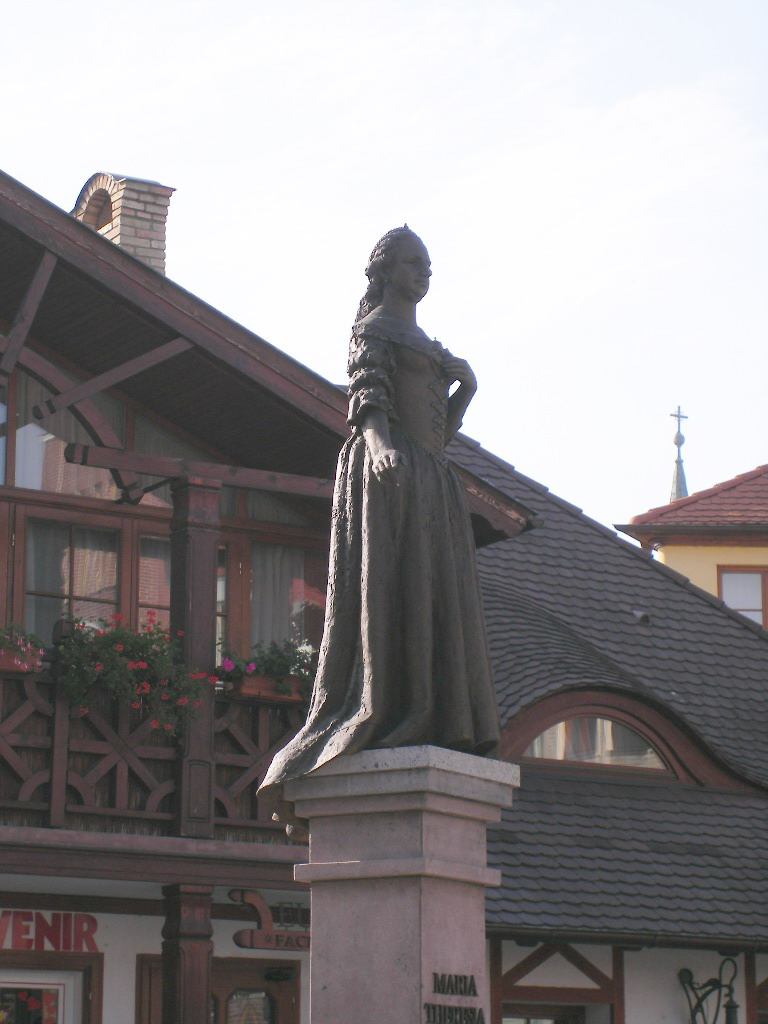
Mária Terézia királynő szobra

- Dr. Jósa András szobra (Nyíregyháza, 1987)
- Őrdaru (Püspökladány, 1987)
- Kun lovas-szobor (Kunhegyes, 1988)
- Váci Mihály (Nagykáta, 1989)
- Játszó csikók (Hortobágy, 1990)
- Erőss Lajos (Püspökladány, 1990)
- Kováts Mihály-emléktábla (Karcag, 1992)
- Nadányi Zoltán (Bakonszeg, 1992)
- Szent Flórián-szobor (Püspökladány, 1992)
- Kossuth Lajos-dombormű (Kunhegyes, 1993)
- Darvak (Püspökladány, 1994)
- Kántor Sándor-dombormű (Karcag, 1994)
- Szegő Gábor-mellszobor (Kunhegyes, 1995)
- Petőfi Sándor-dombormű (Püspökladány, 1996)
- Falikút (Létavértes, 1998)
- Kossuth Lajos (Létavértes, 1998)
- Csenki Imre-emléktábla (Püspökladány, 1999)
- Pekár Imre (Debrecen, 1999)
- IV. Béla király (Szentpéterszeg, 2000)
- Országzászló (Biharkeresztes, 2000)
- Szent István-szobor (Makó, 2000)
- Millenniumi-dombormű (Debrecen, 2000)
- Szent István (Kaba, 2000)
- Tisza István (Debrecen, 2000)
- Szent István király (Karcag, 2001)
- Bocskai István (Ópusztaszer, 2001)
- József nádor mellszobra (Üröm, 2002)
- Írótábor emlékköve (Berekfürdő, 2003)
- Mária Terézia királynő (Révkomárom, 2004)
- Délibáb-díszkút (Berekfürdő, 2006)
- Tóth Ilona (Pécs, 2008)
- Trianoni emlékmű (Kaba, 2009)
- Tisza István-dombormű (Debrecen, 2010)
- Bocskai István-emléktábla (Kolozsvár, 2011)
- Hegyesi János (Füzesgyarmat, 2014)
- Návay Lajos-szobor (Makó, 2016)
- 1956-os emlékmű (Tiszaörs, 2017)

## Kiállításai

### Egyéni
- 1986, 1988, 1991 Püspökladány
- 1986, 1997 Debrecen
- 1987, 1990, 1992 Karcag
- 1989 Kisújszállás
- 1990 Szolnok
- 1996 Budapest
- 1999 Cegléd

### Válogatott, csoportos
- 1986 Debrecen
- 1987 Sopron, Tokaj
- 1988-1989 Mátészalka
- 1993-1997 Püspökladány
- 1997 Firenze

## Díjai, elismerései
- a debreceni Őszi Tárlat nívódíja (1986)
- Holló László-díj (1989)
- Pro Urbe Püspökladány (1994)
- Mednyánszky-díj (1995)
- Magyar Művészetért díj (2001)
- a Magyar Köztársasági Ezüst érdemkereszt (2004)
- Magyar Örökség díj (2009)
- Szervátiusz Jenő-díj (2015)
- M. S. mester díj (2015)